# Isaias Afewerki
Isaias Afwerki (sinh 2 tháng 2 năm 1946) (tiếng Tigrinya: ኢሳይያስ ኣፈወርቂ) là Tổng thống Eritrea đầu tiên và đương nhiệm, ông có được chức vụ này sau khi lãnh đạo Mặt trận Giải phóng Nhân dân Eritrea đi đến thắng lợi vào tháng 5 năm 1991, kết thúc 30 năm Chiến tranh Độc lập Eritrea từ Ethiopia.

## Tiểu sử
Isaias sinh ngày 3 tháng 2 năm 1946 tại Asmara, Eritrea. Isaias gia nhập Mặt trận Giải phóng Eritrea (ELF) vào năm 1966, và trong những năm sau đó ông được cử đến Trung Quốc để đào tạo quân sự. Bốn năm sau ông được bổ nhiệm làm chỉ huy của đội quân ELF. Tuy nhiên, cho rằng không thể hòa hợp về ý thức hệ và sách lược khác nhau, ông và một nhóm nhỏ binh sĩ đã ly khai khỏi ELF và thành lập một mặt trận khác gọi là Mặt trận Giải phóng Nhân dân Eritrea (EPLF). Sau đó EPLF đã liên minh với hai nhóm ly khai khỏi ELF từ trước đó là: PLF1, do Osman Saleh Sabbe lãnh đạo, và nhóm còn lại là OBEL. Năm 1976, EPLF chia tách khỏi lực lượng của Sabbevà sau đó đã ký một thỏa thuận thống nhất với ELF (Thỏa thuận Khartoum). Isaias Afwerki giữ chức lãnh đạo của EPLF trong suốt 30 năm chiến đấu đòi độc lập.
Vào tháng 4 năm 1993, Liên Hợp Quốc đã giám sát một cuộc trưng cầu dân ý với kết quả là Eritrea đã tuyên bố độc lập. EPLF đổi tên thành Mặt trận Nhân dân vì Dân chủ và Công lý (PFDJ) vào tháng 2 năm 1994. Tuy nhiên, do thực tế là Eritrea giành được độc lập dựa vào chiến tranh nên sau đó xung đột biên giới đã tiếp tục xảy ra với Ethiopia từ năm 1998, bản dự thảo Hiến pháp Eritrea và các điều khoản bổ sung vẫn chưa được chính thức áp dụng. Như vậy, PFDJ vẫn tiếp tục độc quyền kiểm soát Eritrea. Năm 2001, một nhóm khoảng 15 viên chức chính phủ cấp cao, thường được gọi là G-15, đã gửi một lá thư phê phán chính quyền của Isaias Afworki là "bất hợp pháp và vi hiến" và kêu gọi thực hiện đầy đủ bản dự thảo Hiến pháp Eritrea. Tuy nhiên, lời kêu gọi của họ đã không thành công và trong số 15 thành viên, 11 người giờ vẫn bị cầm tù tại Eritrea trong khi vẫn chưa bị buộc tội.

## Sau khi độc lập
Sau khi Eritrea độc lập trên thực tế vào năm 1991 và trên pháp lý vào năm 1993 sau khi một cuộc trưng cầu, Isaias đã trở thành nguyên thủ quốc gia. Trong những năm đầu cầm quyền, ông đã cải cách chế độ quản lý. Điều này bao gồm việc tái cấu trúc tổ chức chính quyền theo điều khoản là sẽ được Tòa án Công cộng Etrea lựa chọn để phát triển hệ thống giáo dục ở những vùng có thể. Tháng 11 năm 1993, Tổng thống đã ra lệnh tống giam các thương binh đã phản đối về điều kiện sống khó khăn trong doanh trại quân đội. Tổ chức nhân quyền độc lập duy nhất đã bị đóng cửa. Năm 1997 Tổng thống đã đơn phương ra lệnh đóng cửa tất cả các cơ quan phát triển quốc tế hoạt động tại Eritrea. Cuộc bầu cử tổng thống dự kiến tổ chức vào năm 1997 đã không bao giờ trở thành hiện thực và Eritrea vẫn là một nhà nước độc đảng, Mặt trận Nhân dân vì Dân chủ và Công lý là đảng duy nhất được hoạt động. Tháng 5 năm 2008 Afewerki công bố rằng cuộc bầu cử sẽ được hoãn lại sau "ba hoặc bốn thập kỷ" hoặc lâu hơn bởi vì chúng gây ra "phân cực xã hội". Cũng trong năm 1998 một cuộc xung đột biên giới với nước láng giềng Ethiopia đã biến thành một cuộc chiến tranh toàn diện; Afwerki từ chối một số giải pháp hòa bình Vào tháng 9 năm 2001 Afwerki ra lệnh bắt giữ mười một thành viên cao cấp nhất của chính quyền của ông, nhiều người trong số họ là bạn bè gần gũi nhất của ông và các những người đã chiến đấu bên cạnh ông ta trong gần bốn thập kỷ. Họ bị bắt vì "nghi ngờ phản quốc", bị trừng phạt bởi cái chết vì đã kêu gọi cải cách dân chủ.
Tất cả các dạng của phương tiện truyền thông hiện đều do chính phủ kiểm soát. Eritrea là quốc gia châu Phi duy nhất không có phương tiện truyền thông tin tức thuộc sở hữu tư nhân. Trong năm 2009, Phóng viên Không Biên giới xếp hạng Eritrea ở dưới cùng của quốc gia có Chỉ số tự do báo chí, chỉ đứng trước Bắc Triều Tiên